# Memória (számítástechnika)

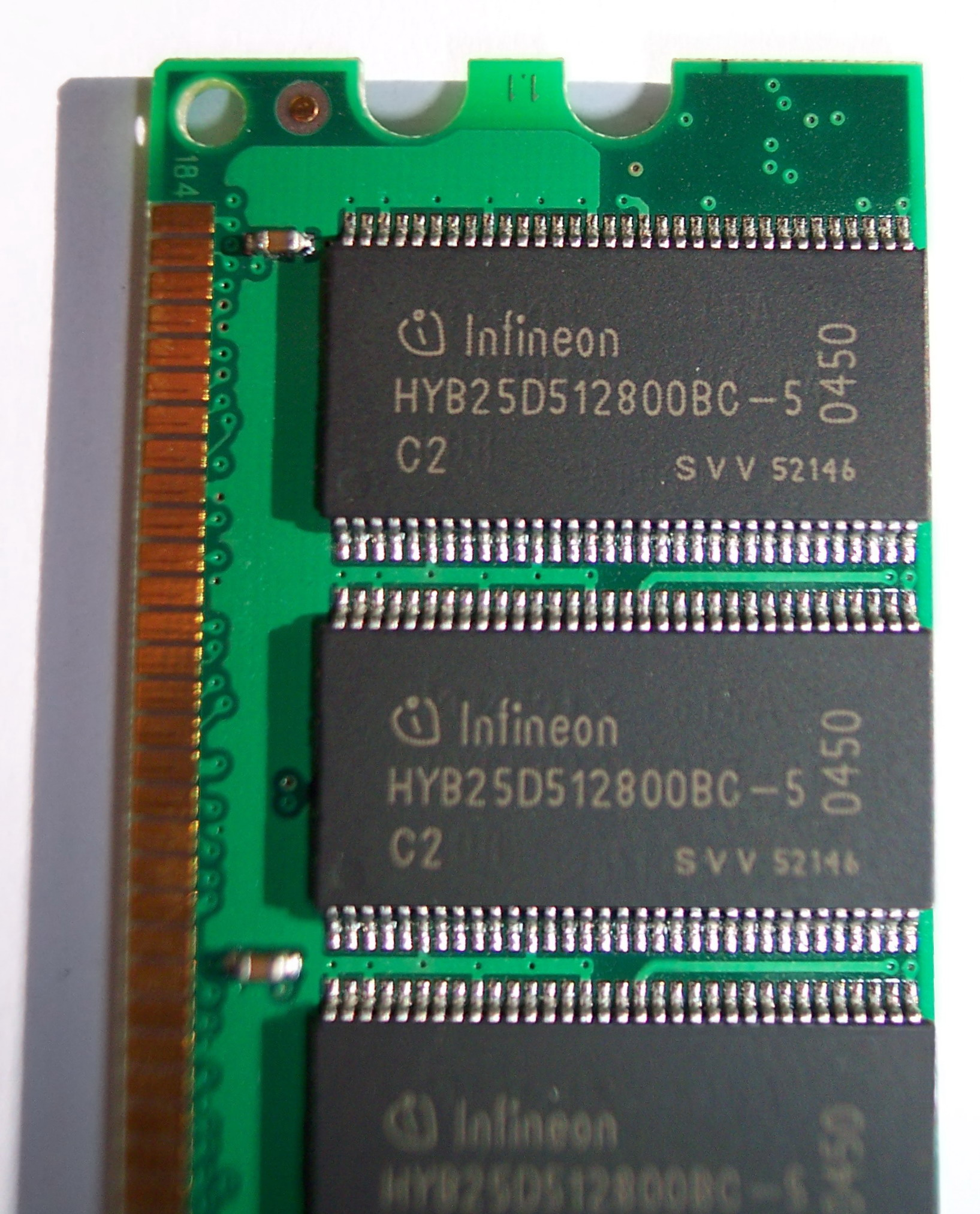
Egy 1GB DDR RAM memória

A memória a számítógépek egyik szükséges részegysége. Memória nélkül nem lehetséges számítógépet építeni. A memória a számítógép működéséhez szükséges programot és program futásához szükséges adatokat tárolja.
Egy számítógép teljesítményét a CPU (processzor) felépítésén, utasításkészletén és sebességén kívül leginkább a memória mérete és sebessége határozza meg.
A számítógépek megjelenésekor, és fejlődésük első 20-30 évében, az elektronikus digitális számítógép műveleti memóriája (memóriaegysége) adattárakból (tárolókból)  állt és minden adattár címezhető memóriaelemekből (rekeszekből), ezekben raktározódott el a program, a számok, a műveletek részeredményei. A személyi számítógépek (PC) elterjedésével a szó szervezésű számítógépek helyét a byte szervezésű számítógépek vették át. Egy-egy memóriaelem 1-8 byte hosszúságú is lehet. A memóriahely jelölésére szolgáló sorszámot nevezték címnek. Megkülönböztetünk operatív tárat (memória) és külső adattárakat.
Az operatív tár (a munkarekeszek) közvetlen kapcsolatban voltak az aritmetikai egységgel és a vezérlőegységgel (CPU). Az operatív tárat az 1960-as években ferritgyűrűkből készítették és mátrixszerűen kötötték egymással össze. A számítástechnika őskorában, a ferritgyűrűs memória magas ára miatt kevés munkarekesszel rendelkező számítógépeknél, kiegészítő operatív tárolóknak mágnesdobokat is alkalmaztak. Tartós tárolásra, nagy adatmennyiség esetén mágneslemezt vagy mágnesszalagot használtak, amelyek kiegészítő tárolóként többnyire kívülről csatlakoztak a számítógéphez.

## A memóriák osztályozása

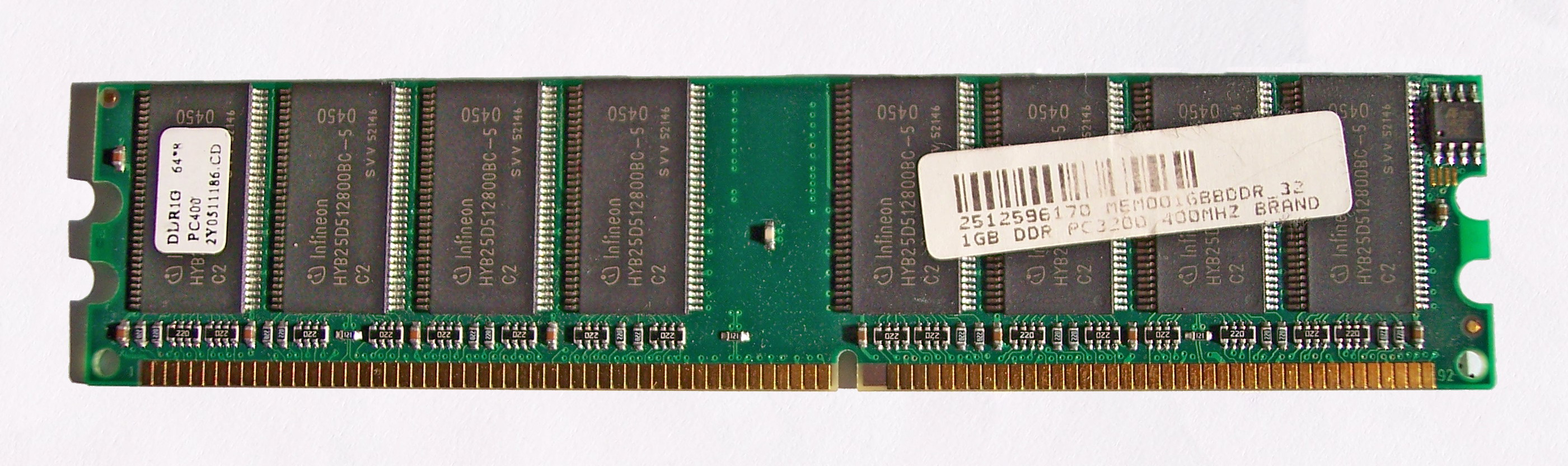
Egy 1 GiB kapacitású DDR RAM memória

Több szempontból lehet a számítógép memóriáját osztályozni:
- elsődleges, másodlagos vagy harmadlagos tároló.
- maradandó vagy nem maradandó tároló.
- csak olvasható (ROM) vagy írható és olvasható is (EPROM), (EEPROM).
- tetszőleges, közvetlen (RAM) vagy soros hozzáférésű.
- blokk vagy fájl hozzáférésű.
- a közvetítő közeg alapján: félvezetős, optikai, mágneses.

### Elsődleges, másodlagos és harmadlagos memória
Hagyományosan az elsődleges memória a processzor által aktívan használt, igen gyors elérésű memória, amelyet a futó programok használnak. Ide tartoznak a processzor regiszterei, a processzorban vagy azon kívül megvalósított gyorsítótárak és a számítógépben található operatív tár. Ezek leggyakrabban nem maradandó tárolók, tartalmukat a tápfeszültség megszűnésével elvesztik. Az operatív memóriát fő memóriának vagy központi memóriának is nevezik.
A másodlagos memória avagy háttértár logikailag az elsődleges memória kiterjesztése. Az elsődleges memória mérete korlátos – nem elegendő az összes adat és program állandó tárolásához; tartalmát nem őrzi meg a tápfeszültség megszűnésével; kialakítása nagyon drága. Ezek miatt vált szükségessé a másodlagos tár (avagy háttértár) megjelenése. Ezek legfőbb jellemzője, hogy bár lassabbak, mint az elsődleges (vagy operatív) memória – azaz a rajtuk tárolt adatok elérési ideje jelentősen hosszabb –, de rendszerint jóval több információ tárolására képesek, és maradandó adathordozók – azaz tartalmukat a tápfeszültség megszűnésével is megőrzik.
A harmadlagos memória az adatok mentésére és archiválására szolgáló, rendszerint nagyon nagy kapacitással rendelkező tárolóeszköz (mágnesszalagos vagy optikai tárolórendszer).
A másodlagos és harmadlagos memóriák, háttértárak általában offline tárak. Lehetőség van az adattárolók számítógépről történő leválasztására és esetenként fizikailag más, elkülönített helyen történő tárolására (szerverkörnyezetben, megfelelően kialakított, magos szintű RAID architektúra esetén másodlagos memória is cserélhető működés közben). Ennek a biztonságos adattárolás és a katasztrófavédelem szempontjából van kiemelt jelentősége.

### Adatmegőrzés szerint
Korábban megkülönböztettünk nem maradandó tárakat és maradandó tárakat.

#### Maradandó tárak (általában ROM)
Maradandó tárnak nevezzük az olyan információ- vagy adattároló eszközt, mely külső energiabefektetés hiányában is megőrzi az előzőleg felvitt állapotát. Legáltalánosabb változata a csak olvasható memória, a ROM, és az előzőekben tárgyalt másodlagos, harmadlagos memóriák.

#### A nem maradandó tárak (RAM)
Tovább oszthatók statikus és dinamikus tárakra.
A statikus memóriában (SRAM) tárolt adat a tápfeszültség megszűnéséig marad meg. Az adatokat általában félvezető, flip-flop memóriában tárolják. Ciklusidejük megegyezik az elérési idejükkel. Energiatakarékos, gyors.
A dinamikus memória (DRAM) tartalmát meghatározott időközönként frissíteni kell, mivel bizonyos idő után az adatok elvesznek. Ennek oka, hogy a benne található, sűrűn elhelyezett néhány pikofarad kapacitású kondenzátorok, melyek a memória elemi cellái, egy idő után kisülnek. Ilyen elvi felépítésű a ma használt SDRAM (Synchronous dynamic random access memory).

### Tetszőleges vagy soros hozzáférésű memória
A tetszőleges hozzáférésű memória bármelyik részéhez hozzá lehet férni egy adott pillanatban. Jó példák erre a félvezető-alapú tárak, a RAM és a mágneses lemezek, optikai adattárolók.
A soros memóriát minden esetben végig kell olvasni, a tartalomtól függetlenül. Legtipikusabb soros adattároló a mágnesszalag, de egyes régebbi flash memóriák is ilyen típusú adathordozók.

### Blokk vagy fájl hozzáférésű memória
Lemezek esetében két fajta tárolás lehetséges:
- a blokk hozzáférés azt jelenti, hogy a lemez fel van osztva koncentrikus körökre, és ezen belül szektorokra, amelyek véletlen hozzáférést biztosítanak az operációs rendszer számára.
- fájl hozzáférés esetében a lemez fájlokat és könyvtárakat (fájlrendszert) tartalmaz, erre lehet hivatkozni hozzáféréskor.

## Fontosabb félvezető memóriatípusok
- ROM (csak olvasható memória): Gyártó által beégetett adatot tartalmaz, amely nem módosítható.
- PROM (programozható ROM): Olyan memória, amely egyszer írható, de később nem módosítható.
- EPROM (törölhető PROM): Törölhető és többször újraírható; a memória törlését általában ibolyántúli fénnyel (UV), vagy röntgen–sugárral (RTG) végzik.
- EEPROM (elektronikusan törölhető PROM): Elektromos feszültséggel törölhető és újraírható. Ilyenek például a Flash memóriák is.
- EAROM (electrically alterable ROM, az EEPROM másik angol megnevezése)